# St. Josef (Mosbach)

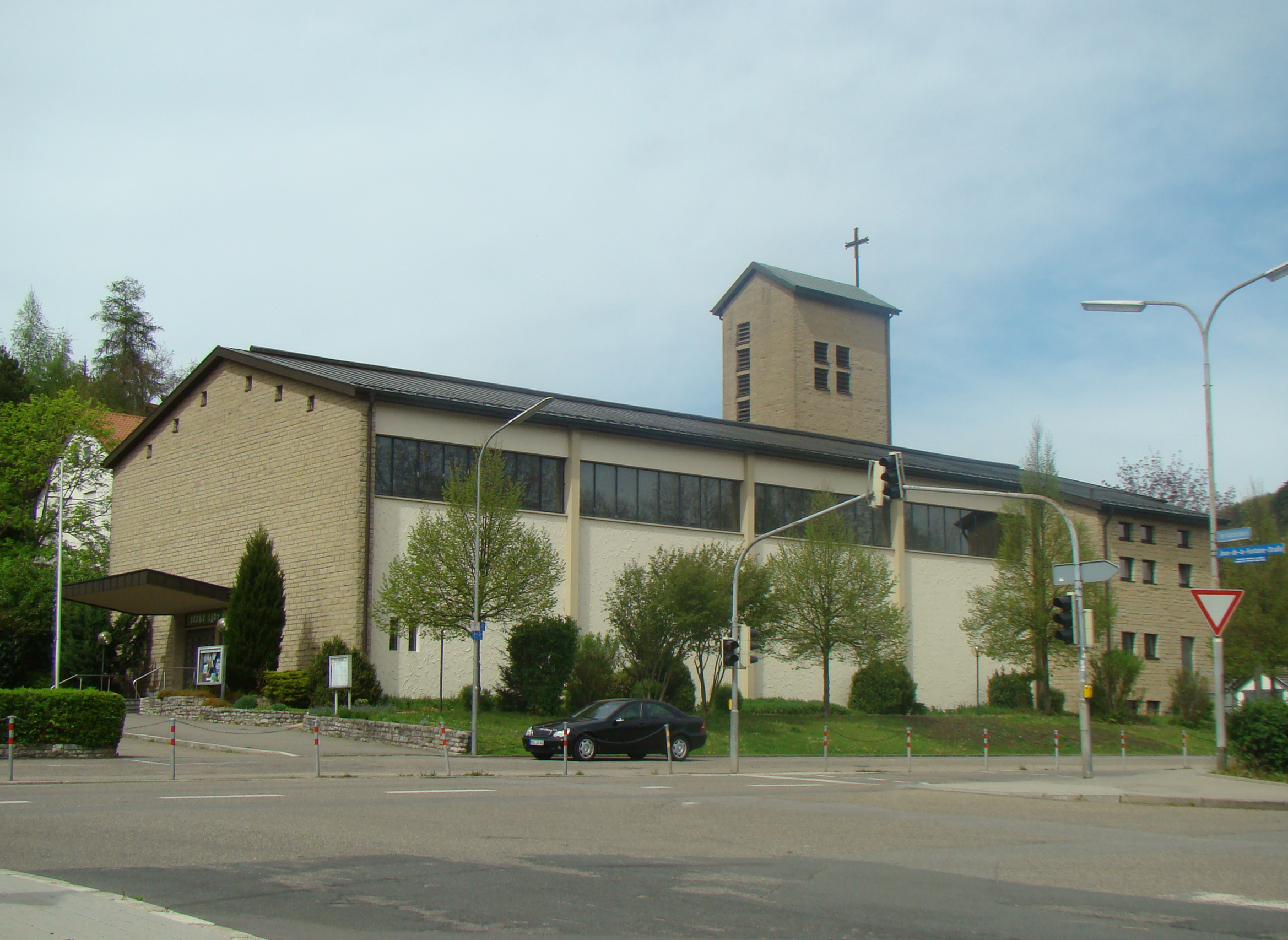
St. Josef in Mosbach

St. Josef ist eine katholische Kirche in Mosbach im Neckar-Odenwald-Kreis. Sie wurde 1957 im Nordwesten der Stadt für die nach dem Zweiten Weltkrieg angesiedelten Katholiken erbaut und 1959 zur selbstständigen Pfarrei erhoben.

## Geschichte
Mosbach war seit der Reformation überwiegend protestantisch geprägt. Die Stiftskirche St. Juliana wurde seit 1698 als Simultankirche für Protestanten und Katholiken genutzt. 1935 wurde südlich der Altstadt die katholische Pfarrkirche St. Cäcilia erbaut. Für die katholischen Flüchtlinge und Heimatvertriebenen nach dem Zweiten Weltkrieg wurde insbesondere in der im Nordwesten Mosbachs gelegenen Hammerwegsiedlung sowie in den Baugebieten Bauernbrunn und Im Masseldorn Wohnraum geschaffen. Sie wurden von der Pfarrei in St. Cäcilia mitversorgt.
Da der Fußweg zur Kirche St. Cäcilia oft eine halbe Stunde und mehr betrug, wurde eine notdürftige Barackenkirche am Hammerweg hinter der Bäckerei Ehler aufgeschlagen. Die so genannte „Hammerbaracke“ mit 150 Plätzen erwies sich als zu klein. In den 1950er Jahren versuchte die katholische Gemeinde unter „Baudekan“ Josef Krämer mehrmals erfolglos, Baugrund für einen Kirchenneubau bei den Neubausiedlungen zu erwerben, unter anderem im Katzenhorn, im Elzgrund, in der Nüstenbacher Straße und am heutigen Standort der Kirche am Hammerweg. Die Verhandlungen scheiterten jedoch an zu kleinen Grundstücken, mangelndem Verkaufswillen der Besitzer, städtischen Bauvorhaben oder an einen Kauf gebundene Auflagen. Mit Beginn der Planungen wollte man nicht nur eine Kirche, sondern auch ein zugehöriges Gemeindezentrum und ein Pfarrhaus erbauen, so dass man viel Platz und folglich mehrere Parzellen benötigte. Die Kirchengemeinde erwarb zwar Grundstücke, diese waren jedoch nicht für das geplante Bauvorhaben geeignet.
Über einen Grundstückstausch mit der Stadt Mosbach und einem örtlichen Landwirt kam die Kirchengemeinde schließlich in den Besitz des Baugrunds am Hammerweg, wo im April 1957 die Grundsteinlegung für die Kirche St. Josef gefeiert wurde. Die Kirche mit Schwesternhaus St. Pirmin mit Kindergarten und Gemeindesaal, Mesner- und Schwesternwohnung sowie Pfarrhaus wurde nach Plänen des jungen Architekten Rolf Steinbach, eines Sohnes des Mosbacher Stadtbaumeisters Viktor Steinbach, erbaut. Die Bauzeit betrug rund ein halbes Jahr. Bereits während der Bauzeit fanden regelmäßig Gottesdienste im Rohbau der Krypta statt, oftmals unter der Leitung des späteren Freiburger Erzbischofs Oskar Saier. Geweiht wurde die Kirche von Weihbischof Hermann Schäufele am 3. November 1957. Mit der Einweihung der Kirche endete vorerst die gottesdienstliche Nutzung der Krypta. Im März 1959 wurde die Kirche zur eigenständigen Pfarrei erhoben. Im Zuge des Emporenausbaus 1964 wich man mit den Gottesdiensten zeitweilig wieder in die Krypta aus, die zu diesem Zweck u. a. eine eigene Elektroorgel erhielt, so dass sie seither als zweiter Gottesdienstraum zur Verfügung steht.

## Beschreibung
Die geostete Kirche hat einen nahezu rechteckigen Grundriss mit seitlich angebautem, etwas eingerücktem Turm. Das einschiffige Kirchengebäude ist ebenso wie der Turm von einem Satteldach überspannt und wird durch hoch gelegene Fensterreihen an den Seitenwänden erhellt. An der westlichen Giebelseite ist eine Orgelempore eingezogen. Die Kirche hat 480 Sitzplätze, die geräumige Krypta unter dem Hochaltar fasst nochmals 200 Menschen.
Das Kircheninnere ist schlicht gehalten. Altäre, Kanzel, Kommunionbank und Bodenplatten sind aus fränkischem Goldbank-Blaubank-Marmor gefertigt. An Stelle der Retabel befinden sich Wandgemälde hinter Hoch- und Marienaltar. Die Ausmalung der Kirche mit Wandbildern hinter den Altären und in der Taufkapelle sowie einer Kreuzwegstation besorgte der Maler Benedikt Schaufelberger. Das Tabernakel für den Hauptaltar schuf der Freiburger Metallbildhauer Alfred Erhart, in der Krypta ist ein Tabernakel der Fa. Bessler aus Würzburg. Die Kirche besitzt eine Reliquie des hl. Kosmas, die sie 1960 aus dem Freiburger Reliquienschatz erhielt. Außerdem erwarb die Kirchengemeinde 1963 eine alte Heiligenfigur des hl. Antonius von Padua, die sie 1966 restaurieren ließ.
Die Orgel der Kirche fertigte Fa. Max Bader, Inh. Vleugels-Mund in Hardheim.

### Glocken
Das vierstimmige Bronze-Glockengeläut im Kirchturm wurde 1961 von Friedrich Wilhelm Schilling in Heidelberg gegossen.
- Die Pirmin-Glocke hat ein Gewicht von 1250 kg, einen Durchmesser von 123 cm und den Schlagton e′-4.
- Die Marienglocke hat ein Gewicht von 860 kg, einen Durchmesser von 110 cm und den Schlagton fis′-6.
- Die Cäcilia-Glocke hat ein Gewicht von 650 kg, einen Durchmesser von 98 cm und den Schlagton a′-4.
- Die Josefsglocke hat ein Gewicht von 460 kg, einen Durchmesser von 86 cm und den Schlagton cis″-6.

## Nachweise
1. ↑  Erzdiözese Freiburg Glockeninspektion: Kath. Pfarrkirche St. Josef in Mosbach

Koordinaten: 49° 20′ 55,8″ N, 9° 7′ 42,8″ O